# Laurent Vial
Laurent Vial (* 9. September 1959 in Corcelles, Bern) ist ein ehemaliger Schweizer Radrennfahrer.
Vial gewann als Amateur einen Abschnitt der Berliner Vier-Etappenfahrt. Bei den Olympischen Spielen in Los Angeles startete er im Mannschaftszeitfahren, in dem er zusammen mit Alfred Achermann, Richard Trinkler und Benno Wiss die Silbermedaille errang.
Im Jahr 1985 fuhr Vial als Berufssportler und wurde auf der ersten Etappe der Tour de Romandie 1985 Zweiter.